# Jean-Baptiste Virlogeux
Pour les articles homonymes, voir Virlogeux.
Jean-Baptiste Virlogeux (né en 1885 et mort en 1958) est un chef cuisinier français.  

## Biographie
Jean-Baptiste Virlogeux, né en 1885 et mort en 1958, est chef à l'Hôtel Savoy à Londres pendant les années 1930. Plus tard, il est le chef principal du Hôtel Dorchester pendant 10 ans où il a l’occasion de répondre aux goûts  de la reine Élisabeth II et de son mari le prince Philip.
Au cours de sa carrière, il est également chef au Claridge's de Londres, à l'Élysée Palace et à l'Hôtel de Crillon de Paris, ainsi qu’à l'Hôtel Ermitage de Moscou.
Au cours de ses 10 années au Savoy de Londres,, il invente l'Omelette Arnold Bennett, « un mélange classique de haddock fumé, d’œuf, de fromage Cheddar et de crème », recette spécialement conçue pour le romancier Arnold Bennett. Celui-ci, habitué du Savoy, s’était en effet inspiré du chef Virlogeux pour créer Rocco, un des personnages (le chef des grillages) de son roman Imperial Palace (en).